# Every Time I Die
Every Time I Die foi uma banda de hardcore punk de Buffalo, Nova York, fundada no inverno de 1998. A música "The New Black" apareça como música bônus em Guitar Hero II e na trilha sonora de MotorStorm. Em 17 de janeiro de 2022, anunciaram oficialmente o fim da banda.
Eles ganharam elogios por seus shows ao vivo enérgicos e intensos. Eles anunciaram em 14 de julho de 2008 que haviam deixado sua gravadora Ferret Music e assinaram com Epitaph Records.
Embora seja classificada popularmente como hardcore punk/metalcore, o som da banda também tem fortes elementos de Southern Rock. A banda atualmente tem contrato com a Epitaph Records e o seu sexto e último álbum foi lançado em 2014.
No começo de 2006 eles estavam em turnê com Bleeding Through, Between the Buried and Me e Haste The Day.
No fim de 2006 eles eram a banda suporte do Atreyu na 'World Championship Tour' junto com From First to Last e Chiodos.
Em 2007, Keith Buckley foi diagnósticado com uma doença na garganta, mas até agora não cancelou nenhum show e continua em turnê com o Underoath.
Seu oitavo álbum de estúdio, Low Teens, foi lançado pela Epitaph em 23 de setembro de 2016.
O vocalista Keith Buckley era professor de inglês assim como trabalhava no Spot Coffee em Buffalo, NY. Ele gosta de ser chamado de "Con-Keith-tadore".
O álbum Radical foi eleito pela Loudwire como o segundo melhor álbum de rock/metal de 2021. A publicação também elegeu a faixa "Planet Shit" como a 10ª melhor música de metal de 2021.

## Membros da Banda

### Membros atuais
- Keith Buckley - vocal
- Jordan Buckley - guitarra
- Andy Williams - guitarra
- Stephen Micciche - baixo
- Ryan "Legs" Leger - baterista

### Ex-membros
- Aaron Ratajczak - baixo
- Mike "Ratboy" Novak - bateria
- Kevin Falk - baixo
- Chris Byrnes - baixo
- Keller Harbin - baixo
- Channing Jensen - baixo
- Phil Minuts - baixo
- Sean Hughes - baixo

## Discografia

### Álbuns completos
- 2001: Last Night In Town (relançado com nova capa em 2004)
- 2003: Hot Damn!
- 2005: Gutter Phenomenon (relançado com bonus/DVD em 2006)
- 2007: The Big Dirty
- 2009: New Junk Aesthetic
- 2012: Ex Lives
- 2014: From Parts Unknown
- 2016: Low Teens (23 de setembro de 2016)

### EPs
- 2000: Burial Plot Bidding War (relançado em 2003)

### Coletâneas
- HEX Seven Inch Comp. (1999)
- Take Action Vol. 3 (2003)
- Progression Through Aggression (2004)
- MTV2 Headbangers Ball, Volume 2 (2004)
- Amp Magazine Presents: Volume 1: Hardcore (2004)
- Bring You To Your Knees...Guns N' Roses (2005)
- Masters Of Horror (2005)
- The Best of Taste of Chaos (2006)
- Warped Tour '06 Compilation (2006)
- The Best of Taste of Chaos Two. (2007)

### DVDs
- "The Dudes And Don'ts Of Recording" (relançado em 2007 com o álbum "The Big Dirt")
- Shit Happens (2006)
- Sounds Of The Underground
- At Home With Every Time I Die (Lançado com o álbum "Hot Damn!" em 2003)
- Hellfest